# 通运街道
通运街道是北京市通州區下辖的一个街道办事处，于2018年12月设立，由潞城镇西部、中仓街道东部、永顺地区部分区域组成。通运街道位于北京城市副中心的核心地带，是继潞源街道后通州区为发展建设北京城市副中心设立的第二个街道办事处。

## 行政区划
通运街道所辖范围东至东六环路，西南至北运河，北至通胡大街—芙蓉路—运潮减河，包含《北京城市副中心控制性详细规划（街区层面）（2016年—2035年）》中01组团的大部分区域（0101街区的全部区域和0102街区的大部分区域）。通运街道位于北京城市副中心的核心地带，毗邻中仓街道、新华街道、玉桥街道、潞源街道、潞城镇、永顺地区，在建的北京城市副中心交通枢纽便位于该街道内。
截至2023年，通运街道下辖：
星河社区、运河园社区、运河湾社区、京贸家园社区、紫荆雅园社区、水仙园社区、荔景园社区、芙蓉社区、牡丹园社区、融御社区。

## 下设机构
通运街道办事处下设机构有综合办公室、社区建设办公室、民生保障办公室等。通州区人民代表大会常务委员会通运街道工作委员会已经通州区第六届人大常委会第十八次会议决定设立。